# Namule (SIMC 1026674)
Namule – osada leśna w Polsce, położona w województwie lubelskim, w powiecie krasnostawskim, w gminie Krasnystaw.
W latach 1975–1998 miejscowość administracyjnie należała do województwa chełmskiego.

## Osady leśne o nazwie Namule w gminie Krasnystaw
W gminie Krasnystaw istnieją dwie miejscowości podstawowe typu osada leśna o nazwie Namule. Niniejszy artykuł dotyczy osady leśnej, która posiada identyfikator SIMC 1026674. Drugą z nich jest osada leśna Namule, która posiada identyfikator SIMC 1026680.